# St.-Laurentius-Kirche (Walsdorf)

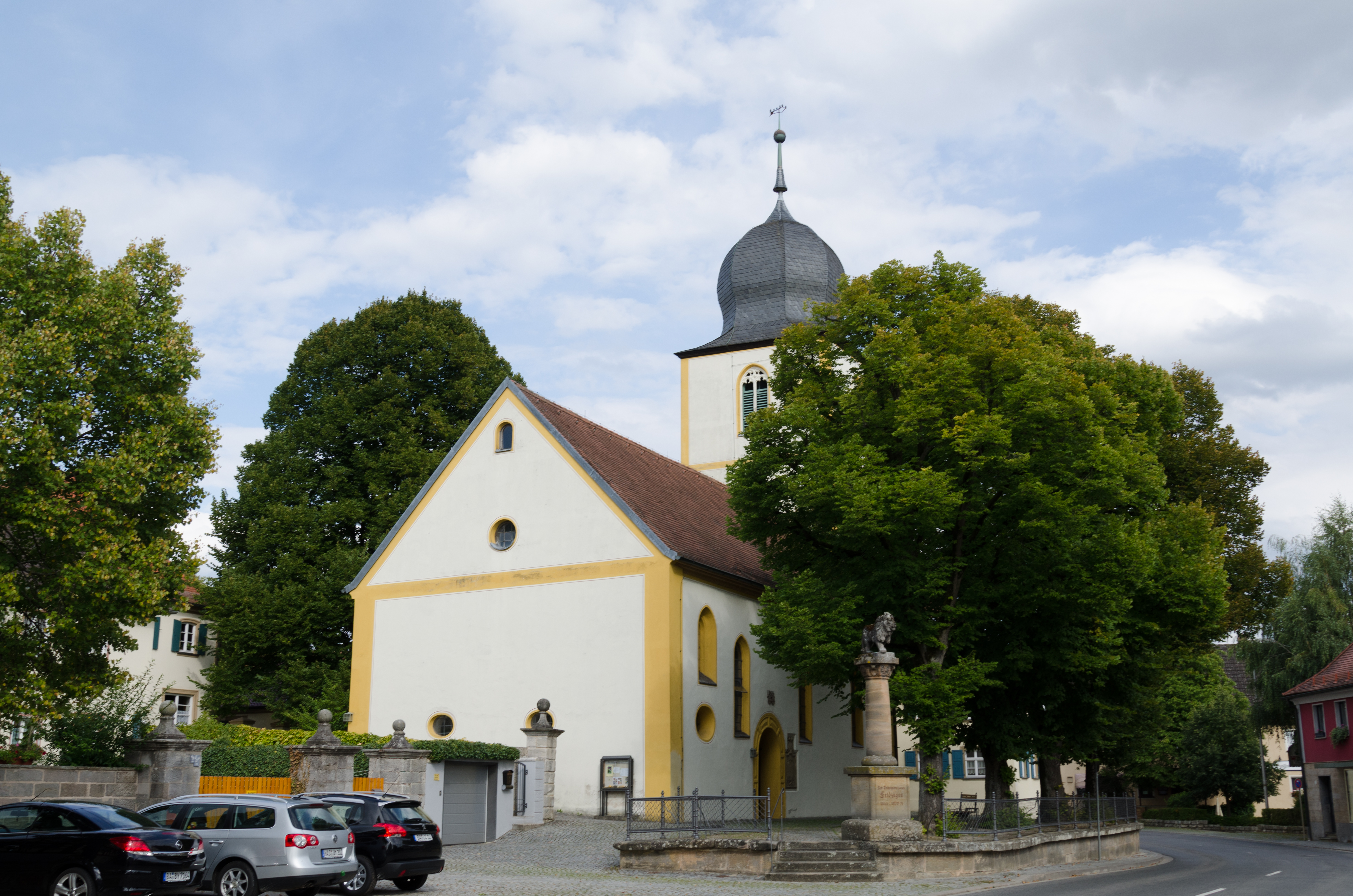

Die St.-Laurentius-Kirche  ist eine evangelisch-lutherische Kirche in der oberfränkischen Gemeinde Walsdorf. Sie zählt zu den ältesten evangelischen Kirchen im Landkreis Bamberg.
Der älteste erhaltene Teil ist der Kirchturm aus dem 14. Jahrhundert. An seiner Ostwand deuten sehr einfache Steinmetzzeichen sogar auf die Mitte des 12. Jahrhunderts hin. Nach den Quellen soll der ursprünglich höhere Turm ein Spitzdach und gotische Fenster gehabt haben. Es wird als sicher angenommen, dass Walsdorf schon vor der Errichtung des Bamberger Bistums 1007 eine Pfarrei mit einer Kirche war. Somit ist es älter als der 1237 vollendete Bamberger Dom.
1524 kam Walsdorf an Wolf von Crailsheim, der an der Bewachung Luthers auf dem Weg nach Worms teilnahm und an dessen Rettung beteiligt gewesen sein soll. Aufgrund der Konfession ihres Grundherrn Wolf von Crailsheim wurde die Walsdorfer Laurentiuskirche nach der Reformation evangelisch und Mutterkirche für 26 umliegende Orte. Dadurch entstand ein hundertjähriger Konflikt mit dem Bistum Bamberg und Walsdorf wurde im Dreißigjährigen Krieg zeitweise wieder katholisch.
Die Kirche brannte zweimal ab und wurde zuletzt durch die Familie Crailsheim neu errichtet. Im Jahr 1577 wurde der Turm wieder aufgebaut, 1608 das Kirchenschiff fertiggestellt. Von 1701 bis 1759 wurde das Innere der Kirche barockisiert und der Turm bekam seine welsche Haube.

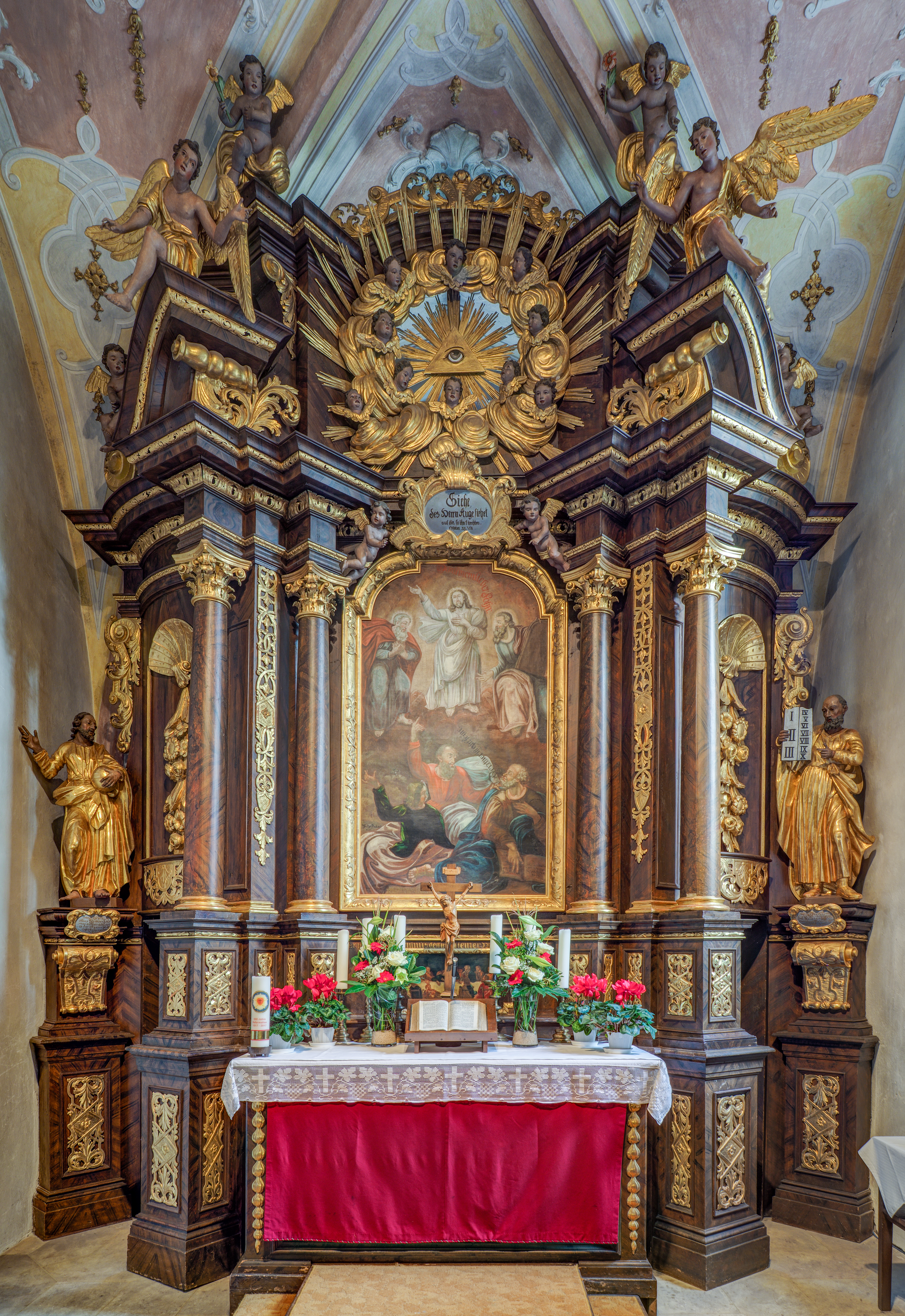
Altar

„Wer vom Kirchplatz her das Gotteshaus betritt, ist überrascht von der ungewöhnlich reichen und harmonischen Einrichtung, wie sie in der Umgebung von Bamberg nur selten anzutreffen ist“. Sehenswert sind neben Altar, Kanzel, Fürstenloge und Orgelprospekt die wertvollen geschnitzten und bemalten hölzernen Epitaphien (Grabmäler) aus dem 17. Jahrhundert. Dazu gehört das 1619 von Johann Rochus Kneutzel († 1631) gefertigte Epitaph der Witwe († 1616) des fürstlich bambergischen und brandenburgischen Baumeisters Erasmus Braun († 1606), der in Walsdorf begraben ist.